# Луиджи Гонзага (Родомонте)
Вижте пояснителната страница за други личности с името Лудовико Гонзага.
Луиджи Гозага „Родомонте“ (на италиански: Luigi Gonzaga "Rodomonte"; * 16 август 1500, Мантуа, Маркграфство Мантуа; † 2 декември 1532, Виковаро) от Гонзага ди Сабионета е Боцоло – кадетски клон на рода Гонзага, е имперски капитан на Карл V. 

## Произход
Първороден син на Лудовико Гонзага (* 1480, † 1540), кондотиер, втори граф на Сабионета, граф на Родиго, господар на Боцоло и Остиано, и на съпругата му Франческа Фиески от графовете на Лаваня. Има четири братя и шест сестри:
- Джанфранческо, нар. „Канино“ (* 1502, † 1539), военен, съпруг на Луиджа Палавичини;
- Пиро (* 1505, † 1529), кардинал, епископ на Модена;
- Алфонсо († млад);
- Джан Федерико;
- Паола (* 1504, † 1550), графиня на Фонтанелато като съпруга на граф Джан Галеацо Санвитале;
- Иполита († 1571), господарка на Мирандола и графиня на Конкордия като съпруга на Галеото II Пико дела Мирандола;
- Елеонора († 1545), съпруга на граф Джироламо Мартиненго ди Падарнело, капитан на Венецианската република;
- Катерина, монахиня
- Изабела, монахиня
- Джулия (*1513, † 1566), господарка на Фонди (1526 – 1528) като съпруга на Веспасиано Колона, херцог на Траето, графиня регент на Родиго, покровителка на художници, поети и венециански издатели..

## Биография
От ранна възраст се запознава с хуманитарните науки (негов преподавател е Джовани Бонаволя) и с военното изкуство. Наричан „Родомонте“ заради изключителната си физическа сила, той живее в дворовете на Испания и Англия. Пише поезия и е любител на литературатурата.
През 1522 г. придружава Карл V до Великобритания. През 1527 г. участва в разграбването на Рим с наемните си войници и спасява папа Климент VII, обсаден в Кастел Сант Анджело, ескортирайки го до Орвието. За оказаните услуги получава отличителните знаци на върховен главнокомандващ на папските войски и съгласието да се ожени за Изабела Колона на 16 април 1528 г., единствена дъщеря и наследник на Веспазиано Колона, херцог на Траето и граф на Фонди. Поради болест се завръща в родината си и се установява в Ривароло.
Военната му кариера продължава под папското знаме с превземането на Анкона на 20 септември 1532 г. и с борбата срещу бунтовния абат на Фарфа Наполеоне Орсини, който се е укрил в семейния замък във Виковаро. Пристигайки там през октомври, Луиджи го обсажда, срещайки енергична съпротива. След като започва последната атака на 30 ноември, той най-накрая влиза победоносно. Фатален изстрел от аркебуз оаче го улучва в лявото рамо. Отнесен до градския дворец, подпомаган от съпругата, Луиджи има възможността, преди да умре, да продиктува подробни завещателни разпоредби: като маркиз, херцог на Трайето, граф на Фонди и генерален капитан на Църквата, той моли папата за прошка за участието си в разграбването на Рим. Умира през 1532 г. на 32 г. в двореца във Виковаро. Командването на ротата му е поето от неговия водач Капино от Мантуа .
След няколко години живот в Ривароло, през 1534 г. съпругата му решава да се върне в земите си със сина си. Тя се омъжва повторно за Филип Ланой, принц на Сулмона, и получава императорско съгласие да повери сина си на грижите на леля му Джулия Гонзага.

## Брак и потомство
∞ 16 април 1528 за Изабела Колона (* 1513, Фонди; † 11 април 1570, Неапол), единствена дъщеря и наследник на Веспазиано Колона, херцог на Траето и граф на Фонди, от която има един син:
- Веспазиано I Гонзага (* 6 декември 1531, Фонди, † 26 февруари 1591, Сабионета), кондотиер, меценат, дипломат, архитект, военен инженер, херцог на Сабионета, маркиз на Остиано, вицекрал на Навара и вицекрал на Валенсия, ∞ 1. 1549 за испанската благородничка Диана Фолч де Кардона (* 1531, † 1559), графиня на Джулиана, дъщеря на Педро, граф на Голисано, от сицилианския клон на семейство Кардона, от която няма деца. ∞ 2. 1564 във Валенсия за испанската благородничка Анна Трастамара Арагонска и Фолч де Кардона (* ок. 1544, † август 1567), дъщеря на Алфонсо Арагонски, херцог на Сегорбе, и на съпругата му Джована III Фолч, херцогиня на Кардона, от която има 1 син и 2 дъщери. ∞ 3. 1582 за Маргерита Гонзага (* 1562, † 1618), дъщеря на Чезаре I Гонзага, граф на Гуастала и принц на Молфета, и на Камила Боромео от графовете на Арона, от която няма деца.